# Землетрус у Вануату (2024)
О 12:47:26 за місцевим часом (01:47:26 UTC) 17 грудня 2024 року У Порт-Вілі, столиці Вануату, стався землетрус магнітудою 7,3 бали . Щонайменше 14 людей загинули, 265 отримали поранення. Значних руйнувань зазнали Порт-Віла та прилеглі райони. Землетрус також спричинив невелике цунамі висотою 25 см.

## Тектонічне розміщення

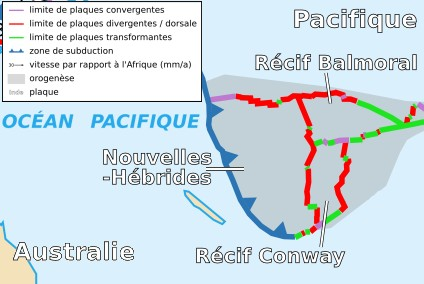
Карта плити Нових Гебридів (французькою мовою)

Основною особливістю Вануатського архіпелагу є жолоб Нові Гебриди, конвергентна границя між Австралійською та Новогебридською плитами . Уздовж зони Вадаті-Беньоффа раніше спостерігалися неглибокі, проміжні та глибокофокусні землетруси на глибинах до 700 кілометрів. Вулканічна активність також присутня вздовж цієї північно-західної та північно-східної зони субдукції.  Ця зона субдукції є однією з найактивніших  у всьому світі, яка рухається зі швидкістю приблизно 170 міліметрів на рік. 
Відповідно до моделі глобального відносного руху плит NUVEL-1, конвергенція відбувається приблизно на 8 сантиметрів на рік. З 58 землетрусів магнітудою 7.0 і вище, що сталися в цьому регіоні між 1909 і 2001 роками, лише деякі були вивчені.

## Землетрус
Землетрус стався на відстані близько 30 кілометрів біля узбережжя острову Ефате, де знаходиться столиця Вануату.  Геологічна служба США (USGS) зафіксувала землетрус  магнітудою 7,3 бали на глибині 57.1 кілометрів . Фокальний механізм (опис механіки руйнування землетрусу, який використовується в геофізиці) вказує на розлом з косим зсувом . Разом із гіпоцентральною глибиною це вказувало на розломи в межах субдукційної Австралійської плити. Геологічна служба США запропонувала дві кінцеві моделі розлому: одна зображує розрив на розломі північно-західного напряму з неглибоким падінням із заходу на південний захід, а інша – на розломі зі сходу на північний схід із майже вертикальним падінням. Обидві моделі розриву показали максимальний зсув у 3 метри.  За оцінками науковців землетрус тривав близько 30 секунд.  Було зареєстровано 300 підземних поштовхів.  Землетрус був значно менш сильним за ті, які зазвичай викликають руйнівні цунамі.

## Наслідки
Внаслідок землетрусу було підтверджено щонайменше 14 загиблих, ще 265 людей отримали поранення . Крім цього, станом на 23 грудня 2024 року багато осіб вважалися зниклими безвісти.  З числа постраждалих двоє загиблих були китайцями , один загиблий і троє поранених були громадянами Тайваню  і ще один загиблий був французом.  Тисячі будинків зазнали пошкоджень , у тому числі 245 були повністю або частково зруйновані . Колишній Прем'єр-міністр Вануату Ішмаель Калсакау стверджував, що майже кожен окремий будинок на острові Ефате зазнав пошкоджень.  У Порт-Віла обрушилися щонайменше 10 будівель.  Будівля, в якій розміщувалися посольства Сполучених Штатів, Великобританії, Франції та Нової Зеландії серйозно постраждала.    Водночас, Сполучені Штати, Франція, Нова Зеландія та Австралія заявили, що їхній дипломатичний персонал у Вануату не постраждав.   Навколо Порт-Віли сталося багато зсувів ґрунту, у тому числі такі, які заблокували дороги та засипали один з причалів у місті. Також обвалилися два мости.   Кількість жертв та постраждалих обумовлена, зокрема, тим, що землетрус стався в той час, коли у центрі Порт-Віли було багато людей у кафе та магазинах в обідній час. 
В результаті землетруси були пошкоджені міжнародний морський термінал Порт-Віла, а також злітно-посадкова смуга та диспетчерська вежа міжнародного аеропорту Бауерфілд , що призвело до скасування кількох рейсів  і його закриття для негуманітарних рейсів на 72 години.  Ще один зсув засипав пасажирський автобус, що призвело до загибелі кількох людей.  Також були пошкоджені два резервуари з питною водою  та центральна лікарня Порт-Віла, через що пацієнтів довелося перевести до військового табору. Також повідомлялося про зсуви в околицях сіл і на інших островах Вануату. Три мости були пошкоджені настільки, що вони знаходяться під загрозою обвалення в разі сильного дощу.  Також пошкоджено дві лінії електропередач.  Землетрус також спровокував зсуви, які заблокували аеродроми на навколишніх островах і пошкодили водопостачання. 
Спостерігалося також невелике цунамі висотою 25 сантиметрів.  Підводний кабель, який надає Інтернет-послуги Вануату, був пошкоджений, що спричинило перебої зі зв'язком.  Веб-сайти урядових установ Вануату перестали працювати, а лінії зв’язку поліції та інших державних органів були виведені з ладу.  Телевізійна корпорація Вануату припинила ефір через пошкодження своєї штаб-квартири.  Незважаючи на проблеми з підключенням, люди змогли вийти в Інтернет через систему Starlink.  Будівля місцевого відділення товариства Червоного Хреста Вануату також була пошкоджена.  У місті відбулися перебої з електроенергією та водою , що призвело до збільшення випадків діареї.  Головний постачальник комунальних послуг Вануату компанія UNELCO заявила, що для повного відновлення водопостачання може знадобитися два тижні.  Значні пошкодження посівів було зафіксовано на острові Матасо через зсуви, які засипали поля, що викликало занепокоєння через можливу нестачу їжі у регіоні.  Після землетрусу деякі жителі Порт-Віла були надто налякані, щоб повернутися до своїх домівок через триваючі підземні поштовхи, окремі сім'ї поставили намети на відкритих місцях, щоб спати на вулиці через побоювання нових землетрусів.  У селищі Малоруа, найближчому до епіцентру землетрусу, було пошкоджено шість будівель і 20 гектарів сільськогосподарської землі постраждали від зсувів.  Зсув зруйнував кілька будинків і спричинив перебої з водопостачанням у селищі Меле-Маат. 
Геологічна служба США підрахувала, що землетрус може спричинити економічні втрати в розмірі 1–10% ВВП Вануату.  Управління ООН з координації гуманітарних питань підрахувало, що 116 тисяч осіб постраждали безпосередньо від землетрусу , що еквівалентно третині населення Вануату.  Серед них було 14 тисяч дітей.  Щонайменше 2435 осіб були переміщені , а 20 тисяч залишилися без питної води. 

## Реакція
Невдовзі після землетрусу Тихоокеанський центр попередження про цунамі опублікував попередження про цунамі, що охоплювало Вануату, Фіджі, острови Кермадек, Кірибаті, Нову Каледонію, Папуа-Нову Гвінею, Соломонові Острови, Тувалу та Волліс і Футуну . Причому очікувалося, що висота хвилі досягне одного метру.  Попередження було скасовано о 14:14 за часом Вануату.  Національне управління з ліквідації наслідків стихійних лих Вануату закликало жителів прибережних районів тікати на височини.  Влада країни була переведена в стан підвищеної готовності, а один місцевий журналіст повідомив фіджійським ЗМІ, що армія Вануату (Мобільні сили Вануату (VMF)) і державні працівники сил екстреної допомоги були негайно мобілізовані для надання допомоги постраждалим, додавши, що «урядові чиновники мають справу з багатьма жертвами».  Біля відділення невідкладної допомоги центральної лікарні Порт-Віла було створено центр сортування поранених.  Центральний діловий район Порт-Віла був закритий, а над містом оголошено закип'ятіння.  Після землетруси офіційні особи Вануату заявили, що оцінюють масштаби руйнувань і визначають пріоритетність рятувальних робіт. 
Прем’єр-міністр Вануату Шарлот Салвай оголосив семиденний надзвичайний стан  і нічну комендантську годину . Він також звернувся за міжнародною допомогою.  Австралія,  Франція, Нова Зеландія та Сполучені Штати одразу після землетрусу повідомили, що направляють гуманітарне обладнання та рятувальників у Вануату.  Австралія заявила, що допоможе швидко заново відкрити аеропорт Порт-Віли.  Фіджі також запропонували підтримку та розгорнула свій персонал.  Однак, оскільки аеропорт у Порт-Віла був недоступним, фіджійські рятувальники і гуманітарна допомога дісталися Вануату через міжнародний аеропорт Санто на острові Еспіріту-Санто.  Звідти фіджійські рятувальники на морських суднах вирушили до постраждалих районів.  Близько 700 громадян Австралії у Вануату були евакуйовані на батьківщину Королівськими повітряними силами Австралії, в той час як 81 новозеландець та 12 громадян інших країн були евакуйовані Силами оборони Нової Зеландії.  Французькі військові евакуювали 20 новокаледонських дітей.  18 грудня Lockheed C-130 Hercules Королівських ВПС Нової Зеландії, який перевозив міську пошуково-рятувальну групу до Вануату, був направлений до Нумеа в Новій Каледонії через попередження про пожежу двигуна.  Китай також відправив до Вануату 35 тонн гуманітарної допомоги. 
20 грудня 2024 року Нова Зеландія доставила понад сім тонн гуманітарної допомоги до Вануату  на  додаток до раніше розгорнутої пошуково-рятувальної групи, а також персоналу відділення Червоного Хреста Нової Зеландії, який надав мешканцям супутникові телефони та пристрої Starlink .  22 грудня 2024 року аеропорт Порт-Віла відновив комерційну роботу. 

## Реакція України
19 грудня 2024 року МЗС України заявило, що «Україна глибоко засмучена руйнівним землетрусом у Вануату та солідарна з Республікою Вануату у цей складний час».